# Grzegorz Pastuszko
Grzegorz Michał Pastuszko (ur. 17 września 1981) – polski prawnik konstytucjonalista, doktor habilitowany nauk prawnych, nauczyciel akademicki Uniwersytetu Rzeszowskiego.

## Życiorys
W 2005 ukończył studia prawnicze na Wydziale Prawa i Administracji Uniwersytetu Marii Curie-Skłodowskiej, broniąc pracy magisterskiej Opozycja parlamentarna w Polsce – studium prawnoustrojowe. W 2008 na podstawie napisanej pod kierunkiem Wiesława Skrzydło rozprawy pt. Ustrojowa rola opozycji parlamentarnej w świetle konstytucji z 1997 r. otrzymał na UMCS stopień naukowy doktora nauk prawnych w zakresie prawa, specjalność: prawo konstytucyjne. Tam też na podstawie dorobku naukowego oraz rozprawy pt. Zasada autonomii regulaminowej Sejmu, Senatu i Zgromadzenia Narodowego w polskim prawie parlamentarnym – rozważania na tle uregulowań Konstytucji RP z 2 kwietnia 1997 roku uzyskał w 2020 stopień doktora habilitowanego nauk prawnych w zakresie prawa, specjalność: prawo konstytucyjne. W pracy naukowej specjalizował się w zakresie prawa konstytucyjnego i ustrojowego, w tym porównawczego. Został nauczycielem akademickim w Instytucie Nauk Prawnych Uniwersytetu Rzeszowskiego i profesorem uczelni na URz; nauczał także w Wyższej Szkole Biznesu im. Biskupa Jana Chrapka w Radomiu i na Politechnice Radomskiej. Odbył staże naukowe na uczelniach w Sofii, Benevento, Pradze. Autor ponad 50 publikacji naukowych, w tym rozdziałów w dwóch podręcznikach akademickich oraz komentarza do ustawy o Trybunale Stanu (współautor). Wykonywał zawód radcy prawnego i adwokata.
W 2013 podjął współpracę jako ekspert ze Stowarzyszeniem „Republikanie”, następnie związał się z Polską Razem. W 2015 ogłoszony kandydatem partii do Sejmu z listy Prawa i Sprawiedliwości, jednak ostatecznie nie wystartował. Zasiadł w radzie naukowej Instytutu Wymiaru Sprawiedliwości, a także w radach nadzorczych różnych spółek, m.in. Krajowego Funduszu Kapitałowego. W 2021 był jednym z sześciorga kandydatów w konkursie na polskiego sędziego Trybunału Sprawiedliwości Unii Europejskiej. W styczniu 2024 został powołany przez prezydenta Andrzeja Dudę na stanowisko sędziego Sądu Najwyższego w Izbie Kontroli Nadzwyczajnej i Spraw Publicznych. W wyroku z dnia 8 listopada 2021 w sprawie Dolińska-Ficek i Ozimek przeciwko Polsce Europejski Trybunał Praw Człowieka uznał, że Izba Kontroli Nadzwyczajnej i Spraw Publicznych nie jest niezawisłym i bezstronnym sądem ustanowionym ustawą w rozumieniu art. 6 ust. 1 EKPC, gdyż „na procedurę powoływania sędziów nadmiernie wpłynęły organy władzy ustawodawczej i wykonawczej”. Trybunał Sprawiedliwości Unii Europejskiej w wyroku z 21 grudnia 2023 (C-718/21) uznał, że „wszystkie elementy zarówno systemowe, jak i dotyczące konkretnych okoliczności faktycznych, które charakteryzowały powołanie sędziów IKNiSP, skutkują tym, że ten organ nie ma statusu niezawisłego i bezstronnego sądu”. Mimo tych wyroków kontynuuje orzekanie w IKNiSP SN.